# Tanyochraethes smithi
Tanyochraethes smithi là một loài bọ cánh cứng trong họ Cerambycidae.